# Lophiosphaera
Lophiosphaera är ett släkte av svampar. Lophiosphaera ingår i familjen Lophiostomataceae, ordningen Pleosporales, klassen Dothideomycetes, divisionen sporsäcksvampar och riket svampar.
|               | Lophiostoma                                                                   |
|               |                                                                               |
|               | Entodesmium                                                                   |
|               |                                                                               |
|               | Lophiotrema                                                                   |
|               |                                                                               |
|               | Platystomum                                                                   |
|               |                                                                               |
|               | Quintaria                                                                     |
|               |                                                                               |
|               | Trichometasphaeria                                                            |
|               |                                                                               |
|               | Byssolophis                                                                   |
|               |                                                                               |
|               | Lophionema                                                                    |
|               |                                                                               |
|               | Acrocalymma                                                                   |
|               |                                                                               |
|               | Cilioplea                                                                     |
|               |                                                                               |
|               | Ascocratera                                                                   |
|               |                                                                               |
| Lophiosphaera | \| \| Lophiosphaera velata \| \| \| \| \| \| Lophiosphaera ulicis \| \| \| \| |
|               | \| \| Lophiosphaera velata \| \| \| \| \| \| Lophiosphaera ulicis \| \| \| \| |
|               | Muroia                                                                        |
|               |                                                                               |
|               | Vaginatispora                                                                 |
|               |                                                                               |
|               | Misturatosphaeria                                                             |
|               |                                                                               |
|               | Lophiosphaera velata                                                          |
|               |                                                                               |
|               | Lophiosphaera ulicis                                                          |
|               |                                                                               |

|  | Lophiosphaera velata |
|  |                      |
|  | Lophiosphaera ulicis |
|  |                      |